# Federación Anarquista Ibérica
De Federación Anarquista Ibérica (Iberische Anarchistische Federatie) is een Spaanse organisatie van anarchocommunisten en anarchosyndicalisten die actief zijn binnen de Confederación Nacional del Trabajo. De FAI streeft naar de vereniging van Spaanse en Portugese anarchisten in een Iberisch federalistische organisatie. De FAI is in 1927 opgericht en is nog steeds actief. De organisatie is lid van de Internationale van Anarchistische Federaties.
De FAI was een strijdende partij tegen Francisco Franco in de Spaanse Burgeroorlog.